# Adrianna Płaczek

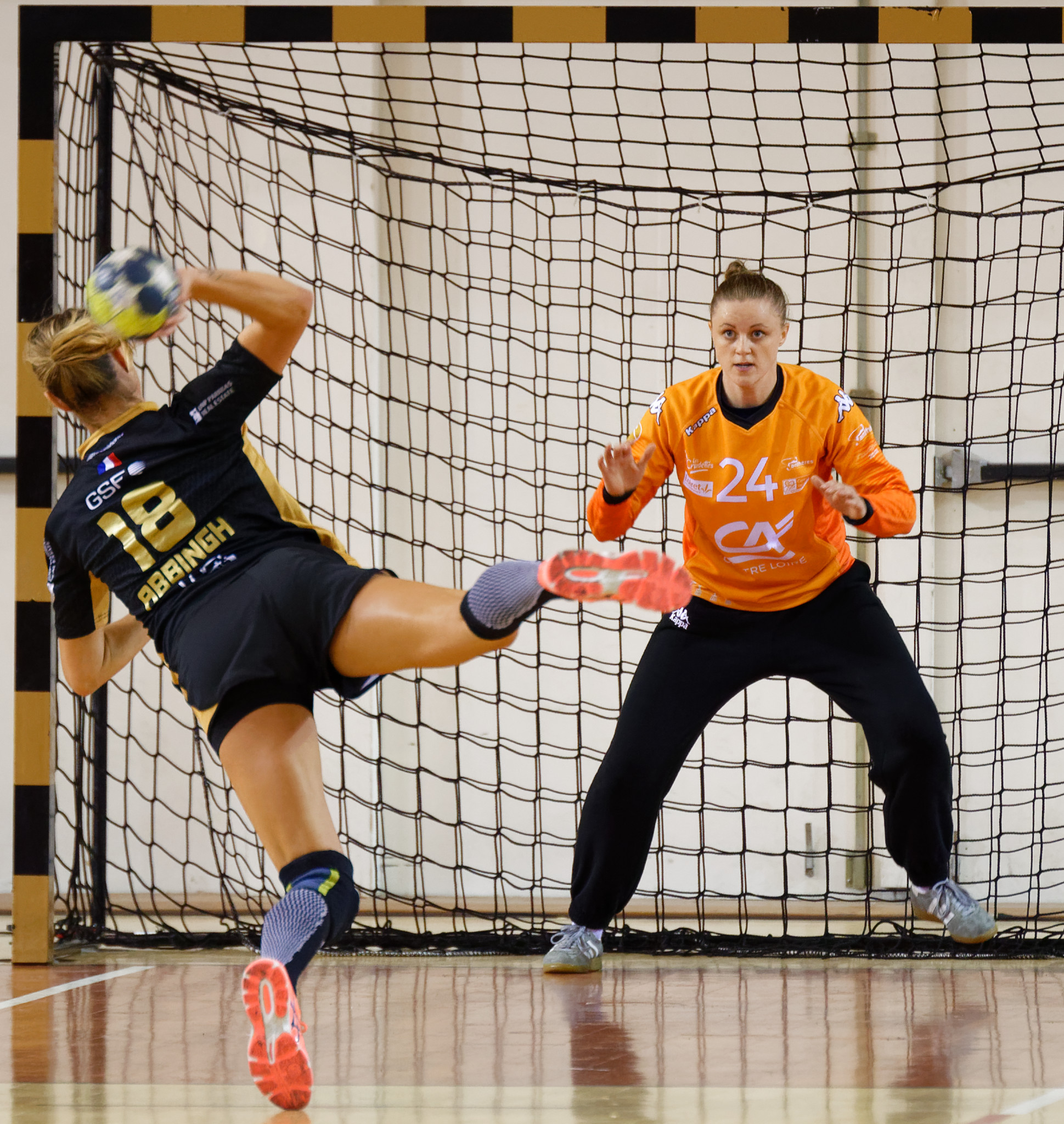
Le 3 septembre 2017 lors de Issy Paris / Fleury

Adrianna Płaczek, née le 10 décembre 1993 à Leszno, est une handballeuse internationale polonaise évoluant au poste de gardienne de but.

## Biographie
En 2016, elle est élue dans le sept majeur du championnat de Pologne.
Pour la saison 2017-2018, elle s'engage avec le club français de Fleury. En 2018-2019, elle finit meilleure gardienne du championnat au nombre d'arrêts avec 265 arrêts en 26 matchs (32 %),.
Après deux saisons dans le Loiret, elle rejoint le Nantes Atlantique Handball à l'été 2019.

## Palmarès

### Club
compétitions internationales
- finaliste de la coupe Challenge en 2015 (avec SPR Pogoń Szczecin)
- vainqueur de la Ligue européenne (C3) en 2021 (avec le Nantes AHB)

compétitions nationales
- vice-championne de Pologne en 2016 (avec SPR Pogoń Szczecin)
- finaliste de la coupe de Pologne en 2016 (avec SPR Pogoń Szczecin)
- finaliste de la Coupe de France (1) 2021  (avec le Nantes Atlantique Handball)